# Phellus olgae
Phellus olgae är en tvåvingeart som beskrevs av Paramonov 1953. Phellus olgae ingår i släktet Phellus och familjen rovflugor. Inga underarter finns listade i Catalogue of Life.